# Псогос
Псо́гос (греч. ψόγος — хула, поношение) — жанр памфлета в византийской литературе, заключавшийся в искусстве осмеяния, обличения оппонента или другого автора.
Чаще всего другое лицо обвинялось в мнимой учёности, самонадеянности, невежественности, многословии, склонности к показухе, нескромности. Обвинение в богохульстве считалось обязательным. В псогосе могли обыгрываться телесные недостатки оппонента. Имело место широкое употребление взаимоисключающей лексики в форме чередования прямых обвинений с сомнительными похвалами. Резко отрицательное отношение к предмету насмешки подчёркивалось путём частого сравнения с всевозможными животными, земноводными и насекомыми.
С. С. Аверинцев указывает на то, что псогос был тесно связан с античной биографией, где «жизненной атмосферой был дух неразборчивого любопытства или педантичного коллекционирования сведений», а «иногда это бесстрастное усердие сменялось резкой оценочностью и взвинченной риторской патетикой, и тогда возникало биографически оформленное похвальное слово или, напротив, „поношение“ (греч. псо́гос)». Он же отмечает, что «риторика — это искусство хвалы и хулы, „энкомия“ и „псогоса“; такой подход ко всем на свете вещам — неотъемлемая черта ритора» и «немаловажно, однако, и то, что в риторическом пространстве „псогос“ сам собой полагает возможность „энкомия“, „хула“ — возможность „хвалы“».
Доктор философских наук, доцент кафедры философии естественных факультетов Одесского национального университета имени И. И. Мечникова И. В. Голубович отмечает, что «„Предательство“ — в основе энкомия, сплетня — у истоков „псогоса“. Таковы „низкие“ начала жанра биографии, которые в „парадной“ истории жанра сознательно или невольно затушевываются».
Кандидат филологических наук А. В. Усачёва отмечает, что жанр «IV-V Речи свт. Григория Назианзина против императора Юлиана» (OR. IV—V CONTRA JULIANUM IMPERATOREM) рассматривается как псогос или эпитафия. При этом она указывает на то, что «осуждение Юлиана как один из мотивов составления речи, наличие в речи элементов, свойственных псогосу ἔκφρασις и σύγκρισις; для эпитафия: наличие в IV и V речах изложения обстоятельств смерти и погребения Юлиана и Констанция, посвящения — προσφώνησις и наставления слушателей — συμβουλή», а также, что «ни псогос ни эпитафий не могут иметь своей целью хвалу Богу; псогосу не свойственны: эпиникий, трен, увещание; IV речь в основном была составлена до смерти Юлиана, поэтому не могла быть задумана как эпитафий».